# Fantômette contre la Main Jaune
Ne doit pas être confondu avec Nain jaune.
Fantômette contre la Main Jaune est le 19e roman de la série humoristique Fantômette créée par Georges Chaulet.
Le roman, publié en 1971 dans la Bibliothèque rose des éditions Hachette, comporte 188 pages. Il évoque le fait que, à la suite de la séquestration d'un ingénieur, Fantômette se rend en Sardaigne pour affronter l'organisation secrète de la « Main Jaune », un groupe mafieux responsable du vol d'un important chargement d'or.

## Notoriété
De 1961 à 2000, les ventes cumulées des titres de Fantômette s'élèvent à 17 millions d'exemplaires, traductions comprises.
Le roman Fantômette contre la Main Jaune a donc pu être vendu à environ 200 000 exemplaires.
Comme les autres romans, il a été traduit en italien, espagnol, portugais, en flamand, en danois, en finnois, en turc, en chinois et en japonais.

## Personnages principaux
- Françoise Dupont / Fantômette : héroïne du roman
- Ficelle : amie de Françoise et de Boulotte
- Boulotte : amie de Françoise et de Ficelle
- M. Coquetier[3] : ingénieur
- M. Ulysse Patatrasse : volcanologue
- M. Pacotille : commandant du navire L'Anthéor
- Tortoli : commandant du navire San Pancrazo
- Paolo : marin

## Résumé
Remarque : le résumé est basé sur l'édition cartonnée non abrégée parue en 1971 en langue française.
- Mise en place de l'intrigue (chapitres 1 et 2)

Françoise a gagné un concours lui permettant de faire une croisière en Méditerranée jusqu'en Sicile avec deux amies. Peu avant le départ, elle reçoit un appel téléphonique de l'ingénieur Coquetier qui lui annonce que quelque chose va se produire au cours du voyage, mais l'homme est assommé avant qu'il ait pu lui en dire plus. Il a juste eu le temps de lui parler d'une organisation mystérieuse, « la Main Jaune ». 
Elle va le voir à l'hôpital et Coquetier lui confirme ses soupçons sur un événement à venir sur L'Anthéor. Il lui parle aussi d'un pétrolier qui a mystérieusement disparu quelques semaines auparavant.
- Aventures et enquête (chapitres 3 à 12)

Le lendemain, Fantômette/Françoise reçoit un colis contenant un serpent ; la jeune fille n'est pas blessée. Accompagnée de Ficelle et de Boulotte, Françoise prend place à Marseille à bord du navire de croisière L'Anthéor. À bord, elle fait la connaissance d'Ulysse Patatrasse, un volcanologue. 
Alors que Ficelle imagine que leur navire va faire naufrage et fantasme sur cet événement, Fantômette/Françoise observe les membres de l'équipage : le commandant Pacotille, un italien nommé Paolo, un peintre qui peint au clair de lune, etc. Le soir, elle fait une ronde et tombe, sur le pont de pilotage, sur un acte de piraterie maritime : des hommes intiment l'ordre au timonier de virer de cap. Elle les fait fuir mais découvrent que les pirates en avaient après une cargaison d'or que le navire transportait. 
Au petit matin, le navire arrive, non pas en Sicile comme prévu, mais en Sardaigne, afin de faire escale après l'attaque de la nuit. En dépit de l'injonction du commandant Pacotille qui lui ordonne de rester à bord, Fantômette/Françoise, avec Ficelle et Boulotte, se rendent à terre, à Cagliari. Pendant l'attaque des pirates, Fantômette/Françoise a entendu l'un d'eux énoncer les mots de « Terrifio » et de « Sulfura » ; elle s'informe sur les sens de ces mots. Le premier correspond à un village situé à environ 40 km de là, tandis que le second concerne une organisation secrète dont le signe de reconnaissance est une main jaune. 
Accompagnées de M. Patatrasse, les trois jeunes filles prennent l'autocar pour Terrifio. Dans un nuraghe, elles manquent de se faire tuer par un bloc de pierre jeté d'une hauteur. Fantômette/Françoise découvre alors que « Terrifio » est aussi le nom d'une île située non loin de là. De retour à L'Anthéor, elle remarque un navire crasseux dans le port, le San Pancrazo. L'un des pirates, Paolo, y est dessus. Elle court au commissariat de police pour dénoncer le bandit mais le brigadier-chef ne la prend pas au sérieux. 
- Dénouement et révélations finales (chapitres 13 à 17)

La nuit suivante, Fantômette/Françoise passe à l'action. Elle se rend à bord du San Pancrazo et surprend une conversation entre Paolo et le capitaine du navire, Tortoli. Elle apprend que la bande de pirates va s'en prendre prochainement à un autre navire, le Méhémet Ali lorsqu'il se trouvera près de Malte. Elle découvre aussi que la base secrète des pirates se trouve à l'intérieur de l'île de Terrifio…

## Autour du roman
Le chapitre « Fantômette s'échappe » relate en fait l’évasion de Françoise, Ficelle et Boulotte.

## Appréciation critique
Pierre Bannier, dans son essai Les microsociétés de la littérature pour la jeunesse - L'exemple de Fantômette, indique en pages 143-144  :
« Sans doute l'une des histoires et des intrigues les plus fouillées de l'œuvre chaulétienne. Un classique. On y retrouve l'ingénieur Coquetier aperçu dans Fantômette et la Lampe merveilleuse, tandis que l'idée du camouflage du navire San Pancrazio sera reprise par l’auteur en 1996 dans un album des 4 As (Les 4 As et l'Atlantide). (…) L'idée de la main jaune est une déclinaison du signe distinctif de la société secrète "Carbonara" (un main noire), qui œuvrait à l'époque de Napoléon III, soit donc bien avant l'apparition de la mafia sicilienne. »